# Gargetta costigera
Gargetta costigera är en fjärilsart som beskrevs av Walker 1865. Gargetta costigera ingår i släktet Gargetta och familjen tandspinnare. Inga underarter finns listade i Catalogue of Life.